# Erna Lincke
Erna Lincke (* 15. Juni 1899 in Dresden; † 28. Februar 1986 ebenda) war eine deutsche Künstlerin.

## Leben
Lincke studierte von 1916 bis 1921 die Fächer Architektur und Kunsterziehung an der Akademie für Kunstgewerbe in Dresden bei Paul Hermann und Alexander Baranowsky und 1923 bei Carl Rade. Anschließend arbeitete sie bis 1927 als Kunsterzieherin in Zittau. Im Jahr 1927 heiratete sie den Maler Hans Christoph (1901–1992). Gemeinsam kehrten sie nach Dresden zurück.
Lincke war Mitglied in der Künstlergruppe „Assoziation revolutionärer bildender Künstler“ (ASSO) und war ab 1928 freischaffende Malerin. Sie war Gründungsmitglied der Dresdner Sezession 1932. Ihre erste Einzelausstellung hatte sie im selben Jahr im Sächsischen Kunstverein.
In der Zeit des Nationalsozialismus war sie Mitglied der Reichskammer der bildenden Künste und des von den Nationalsozialisten dominierten Dresdner Künstlerbunds und an mindestens sieben Ausstellungen beteiligt. Im Zweiten Weltkrieg wurde sie als Technische Zeichnerin kriegsdienstverpflichtet. Beim Bombenangriff auf Dresden im Februar 1945 wurde ihr Atelier auf der Ostbahnstraße zerstört, wobei beinahe alle Arbeiten verloren gingen. Nur wenige ihrer Bilder blieben erhalten.
Nach dem Krieg gehörten sie und ihr Mann zu den Gründungsmitgliedern der Dresdner Künstlergruppe „Der Ruf“, nach deren Auflösung traten beide der Gruppe „Das Ufer“ bei. Von 1950 bis 1953 war Lincke Vorsitzende des Bezirksverbands Dresden des Verbands Bildender Künstler Deutschlands und von 1957 bis 1975 Vorsitzende der Dresdner Genossenschaft „Kunst der Zeit“. Ihre Bilder wurden unter anderem sowohl in der DDR als auch in der BRD ausgestellt, außerdem auch in Leningrad und Prag.

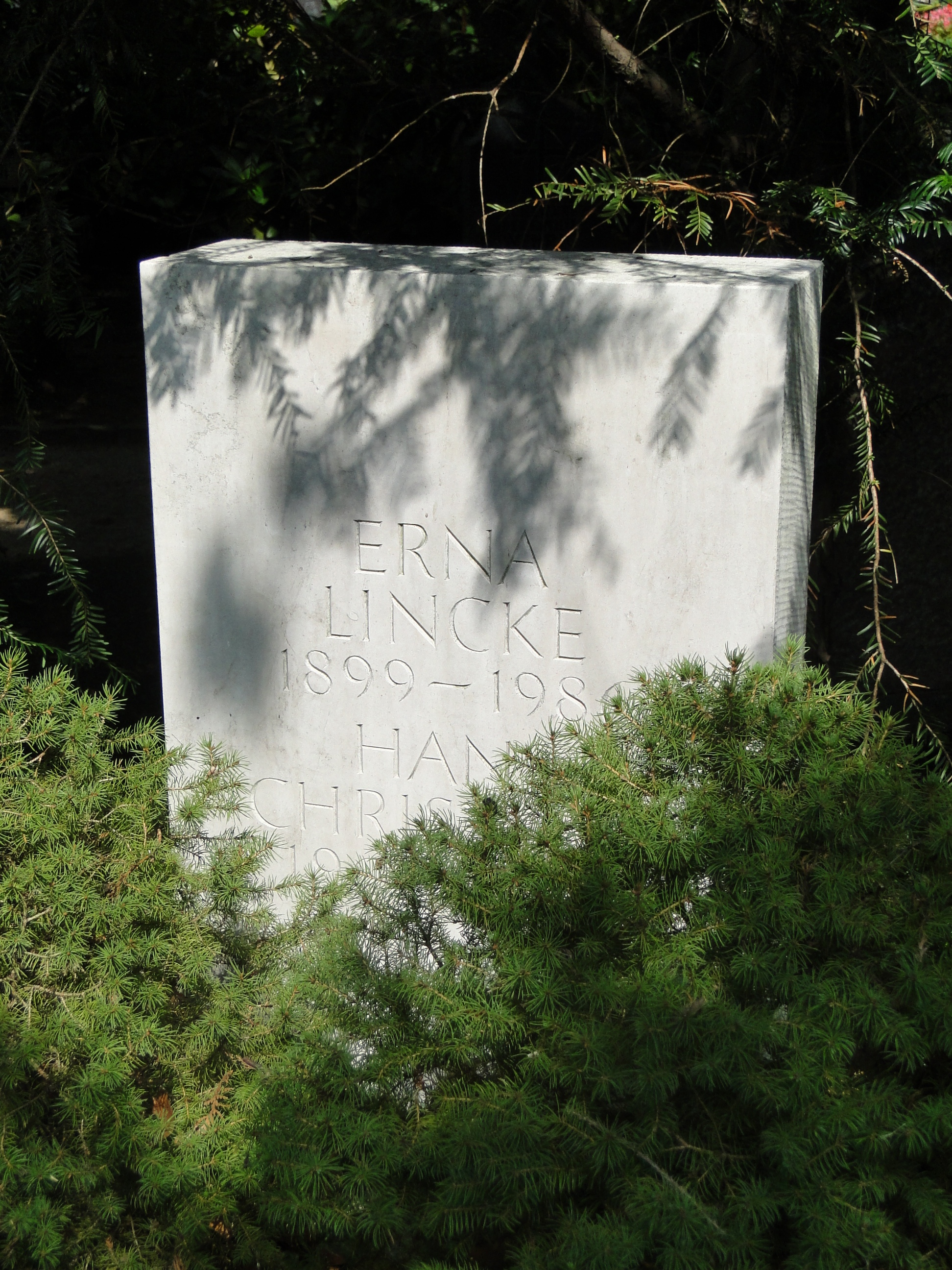
Grab auf dem Loschwitzer Friedhof

Sie wurde auf dem Loschwitzer Friedhof begraben.

## Ehrungen
- 1969: Verdienstmedaille der DDR
- 1974: Vaterländischer Verdienstorden
- 1978: Martin-Andersen-Nexö-Kunstpreis
- 1982: Hans-Grundig-Medaille

## Fotografische Darstellung Erna Linckes (Auswahl)
- Christian Borchert: Die Malerin Erna Lincke an ihrem Arbeitsplatz, dahinter eines ihrer Werke (1975)[2]

## Werke (Auswahl)

### Tafelbilder (Auswahl)
- Überschwemmung (Öl; 1929; Nationalgalerie Berlin)[3]
- Junger Tänzer (1935; Dresdener Gemäldegalerie Neue Meister)[4]
- Katzen am Fenster (Öl; 1933)[5]
- Pflanzen am Fenster (1934, Öl auf Leinwand, 83,5 × 47,3 cm; Sächsischer Kunstfonds)[6]
- Im Schacht (Öl; auf der 2. Deutschen Kunstausstellung)[7]
- Abend an der Ostsee (1968; Gemäldegalerie Neue Meister)[8]
- Felsenlandschaft mit Mondsichel (Öl; 1970/1971)[9]

### Druckgrafik (Auswahl)
- Am Tage danach (Farbholzschnitt; 1946; aus dem Zyklus „Zerstörung und Aufbau“)[10]
- Und neues Leben blüht aus den Ruinen (Farbholzschnitt/Gouache, 57,2 × 42,3 cm, 1946/1947; Sächsischer Kunstfonds)[11]
- Bauplatz an der Kreuzkirche (Farbholzschnitt, 1951, 69 × 37 cm; auf der Ausstellung „Frauenschaffen und Frauengestalten in der bildenden Kunst“)
- Spätsommerabend auf der Brühlschen Terrasse (Glasabdruck)[12]

## Ausstellungen (unvollständig)

### Einzelausstellungen
- 1932 Dresden Sächsischer Kunstverein
- 1966 Dresden, Galerie Kunst der Zeit (Farbige Grafik und Gemälde)
- 1978 Dresden, Albertinum (mit Waldo Köhler und Rolf Krause)
- 1986 Dresden, Galerie Kunst der Zeit (Malerei und Grafik)

#### Postum
- 2010 Dresden, Kunstausstellung Kühl

### Ausstellungsbeteiligungen nach 1945
- 1946 Dresden, Kunstakademie (Kunstausstellung Sächsische Künstler)
- 1946 und 1949: Dresden, Allgemeine Deutsche Kunstausstellung und 2. Deutsche Kunstausstellung
- 1948: Dresden, Der Ruf. Dresdner Maler! Auswärtige Gäste![13]

- 1958: Berlin, Deutsche Akademie der Künste, Jahresausstellung
- 1960: Berlin, Pavillon der Kunst („Frauenschaffen und Frauengestalten in der bildenden Kunst. 50 Jahre Internationaler Frauentag.“)
- 1972, 1974, 1979 und 1985: Dresden, Bezirkskunstausstellungen
- 1972 München, Haus des Deutschen Ostens (Graphik aus Mitteldeutschland. Jubiläumsausstellung der Sammlung Dr. Heinrich Mock)
- 1979: Berlin, Altes Museum („Weggefährden – Zeitgenossen. Bildende Kunst aus 3 Jahrzehnten “)
- 1984: Dresden, Pretiosensaal des Schlosses („Das Ufer. Gruppe 1947 Dresdner Künstler. Malerei, Grafik, Plastik 1947 – 1952“)

#### Postum
- 2011/12 Dresden, Kunsthalle im Lipsius-Bau (Neue Sachlichkeit in Dresden. Malerei der Zwanziger Jahre von Dix bis Querner)